# Basilica chrysosticta
Basilica chrysosticta là một loài bướm đêm trong họ Noctuidae.